# Boubou Ndiaye
Boubou Ndiaye (21 dicembre 1985) è un ex calciatore mauritano, di ruolo attaccante.

## Carriera
Nel 2009 si è trasferito nel campionato belga.